# Gammelskov Batteri
Gammelskov Batteri er ruinerne af en tysk kanonstilling fra 1. verdenskrig i Gammelskov Krat 3 km nordøst for Agerskov.

Efter nederlaget i 1864 lå grænsen mellem Danmark og Tyskland ved Kongeåen ind til Genforeningen i 1920.
Under 1.verdenskrig fra 1914-18 var stedet stadig tysk. Tyskland var bl.a. i krig med Storbritannien og Frankrig.
Da man var bange for et britisk angreb fra Danmark i nord via havnen i Esbjerg eller andre havne, oprettede man Sikringsstilling Nord, der gik tværs over Sønderjylland, det daværende Nordslesvig. Anlægget var klar tæt på afslutningen på 1.verdenskrig.
Da man mente, at briterne ville søge over mod Østjylland, blev der derfor oprettet flest batterier der.
Batterierne blev opført af krigsfanger og andre fra tyske fængsler under umenneskelige vilkår. Utroligt mange døde af hårdt arbejde og dårlig kost.
De forsvandt helt og kan ikke findes på kirkegårde i området.

Gammelskov Batteri var det største af sikringsstillingens 8 svære batterier. Det var bestykket med 2 styk svære 24 cm marinekanoner med en rækkevidde på 16,6 km og en granatvægt på 150-190 kg og var beregnet til at kunne bekæmpe fjendtligt artilleri foran skyttegravslinjerne 4 km længere nordpå. Udover de 2 betonbrisker kanonerne var monteret på, var der i hver ende af den 250 m lange centrale løbegrav, hvor der løb et 600 mm spor, en ammunitionsbunker. Bag briskerne var der 1 dobbelt og 1 enkelt mandskabsbunker.
Hele anlægget blev efter Genforeningen sprængt af den danske hær, men ikke fjernet. Det blev fredet i 1980 og kan frit beses.
- Model af batteriet, som det så ud efter opførelsen
- Resterne af den vestlige brisk
- Resterne af den østlige brisk
- Resterne af den vestlige ammunitionsbunker
- Resterne af den enkelte mandskabsbunker
- Resterne af den dobbelte mandskabsbunker
- Historisk foto af en af kanonerne